# 初の航空機による世界一周

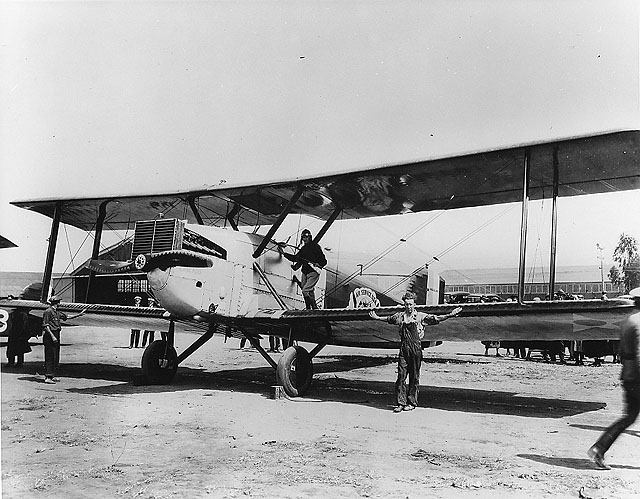
画像に写っている航空機(シカゴ)は1924年、初の世界一周に成功したものである

初の航空機による世界一周（はつのこうくうきによるせかいいっしゅう）は1924年、アメリカ陸軍のアメリカ陸軍航空部の飛行士で構成されたチームの航空機による世界一周のことである。世界一周に175日を要し、4万4342キロを飛行した。
1929年、オーストラリアのチャールズ・キングスフォード・スミス飛行士による2回目の航空機による世界一周が行われ、1928年には初の太平洋横断を含む両半球の一周を終えている。

## 前準備
1920年代初頭、世界を飛び回るため、数カ国は実質競争状況にあった。イギリスは1922年に世界一周を試みたが失敗しており、翌年にフランスが試みている。イタリア・ポルトガル・イギリスは航空機による世界一周の計画を発表した。
1923年春、アメリカ陸軍航空部は軍用機による世界一周に関心を持っていた。陸軍省は世界一周に適した航空機での世界一周を計画し、それぞれの飛行隊員に役割を割り当てた。
陸軍省はフォッカー F.IVとダグラス・クラウドスターのどちらが世界一周に適しているかを調査し、試験飛行するよう航空部に指示した。どちらも十分な性能を持っていたが、計画チームは、着陸用車輪と着水用フロートが交換可能な降着装置をもつより特化された機体デザインを念頭に、陸軍航空隊がもつ運用中または生産中の他機種から選定するのがより望ましいと結論した。
デイビス・ダグラス社の社長ドナルド・ダグラスはダグラス・クラウドスターの情報について照会を受けると、1921年-22年にアメリカ海軍のため建造された雷撃機であるダグラス DTに関する情報を提供した。
ダグラスDTは堅牢な航空機であることがわかっており、車輪・フロート交換式降着装置に対応可能だった。既存の機種であったため、ダグラスは追加生産の契約があってから45日以内には納品できるとしている。ダグラスはこの機体をDouglas World Cruiser（DWC、世界一周号）と命名した。
航空部隊はダグラスの詳細調査のため、計画者の1人であるエリック・ヘニング・ネルソン中尉(1888-1970)をカリフォルニアへ行かせることに同意した。
ジャック・ノースロップにより後援されているダグラスは世界一周の条件を満たすためにダグラスDTを修正した。主に燃料の受容能力に変更を加えていた。航空機翼と胴体の燃料タンクを増量し、爆装装置を取り外した結果、燃料の容量は435リットルから3,438リットルに増大した。
ネルソン中尉はダグラスの提案をワシントンD.C.に伝えるとメースン・パトリック少将により1923年8月1日に承諾された。陸軍省は1機の航空機開発のため、ダグラスと契約を締結した。試作機は期待通りの出来となり、4機の航空機及び予備の部品生産のための契約が追加で結ばれた。最後に生産されたダグラスDWCが送られたのは1924年3月11日のことだった。予備の部品は2機の航空機のための降着装置14個、交換可能な機体のパーツ、リバティー L-12エンジン15個が含まれており、これらの部品は計画された旅程先に送られている。

## DWC航空機・乗組員
- シアトル (1号機): フレデリック・マーチン(パイロット・飛行隊長) アルヴァ・ハービー(航空整備士)
- シカゴ (2号機): ロウェル・スミス（英語版）(パイロット・後続飛行隊長) レスリー・P・アーノルド中尉(副操縦士)
- ボストン (3号機)/ボストン II (試作機): リー・P・ウェード中尉(1897-1966,パイロット) ヘンリー・H・オグデン(1900-1986,航空整備士)
- ニューオーリンズ (4号機): エリック・ネルソン中尉(パイロット) ジャック・ハーディング中尉(副操縦士)[5]

パイロットはバージニア州のラングレー空軍基地で航空・気象学の訓練に加えて試作機で試航している。乗組員はその後、ロサンゼルス及びサンディエゴの航空機で試航している。

## DWCによる世界一周
4機(シアトル・シカゴ・ボストン・ニューオーリンズ)は1924年4月4日からそれぞれカリフォルニア州のサンタモニカ・サンドポイント・ワシントン・シアトル付近を起点に出発した

1924年4月6日、フレデリック・マーチンとアルヴァ・ハービーにより飛行状態にある航空機シアトルはアラスカへ向かう途中、プリンスルパートに到着した時点では、4機の中で速い方だった。
アルヴァ・ハービー(完全に資格を取得した整備士としては4機の飛行士唯一)は修理が必要だとして残留している。修理が終わり、他の3機に追いつこうとするも、4月30日に激しい濃霧によりアラスカ半島のポート・モラー空港付近の山腹に墜落した。5月10日に生存が確認されたが、航空機シアトルは全壊状態にあった。
残る3機の中ではスミス中尉とアーノルド中尉飛行による航空機シカゴが最も早かった。アリューシャン列島を離陸し、北太平洋の諸島上空を飛行していた。
ソ連上空の航空は認められず、避けて飛行する形となっている。日本、韓国、中国の沿岸、香港、フランス領インドシナ、タイ、ミャンマー、インド、そして中東地域とヨーロッパ地域の上空を飛行し、その後も飛行は更に続けられた。
航空機シカゴは飛行中にコネクティングロッドが損傷してしまい、フランス領インドシナ(現ベトナム)のトンキン湾の潟に着水することを余儀なくされた。
航空機は当時のインドシナでは新しいものと考えられているというのもあってか、宣教師・司祭がパイロットに対して食料やワインを提供したり、地域民が機体を見るためにポンツーンによじ登るなどの行動が見られた。ボートによる航空機シカゴの捜索を行った飛行士は船の乗組員が航空機の翼に乗っているところを発見している。
地元船の乗組員と共に3つのパドルで稼動するサンパンで10時間にわたり牽引し、40キロ先の都市フエで修理を行った。
"最速だ - インドシナ初のエンジンの変更としては疑う余地はないものである"。
コルカタで航空機の点検を行っている間、スミス中尉が誤って足を滑らせ、ろっ骨を折る怪我を負う事態が生じた。スミス中尉は初の世界一周を完全に終えると主張している。
パリ祭にあたる7月14日にパリに到着した。大西洋航行に備え、ロンドン・イングランドの北部に向かって飛行した。
1924年8月3日、大西洋飛行中に航空機ボストンが強制着水している。航空機シカゴは海軍の駆逐艦と接触し、事故を起こした機体についてのメモをシカゴの唯一の救命胴衣に括り付けて落とした。乗員を救助した巡洋艦のリッチモンドが曳航している間、航空機ボストンは転覆し沈没した。
ローウェル・スミス中尉とレスリー・アーノルド中尉による航空機シカゴは依然として最も早い航空機であったが、エリック・ネルソン中尉とジャック・ハーディング中尉による航空機ニューオーリンズはアイスランドとグリーンランドを経由しながら大西洋を横断、カナダに到着していた。
ボストンIIと呼ばれている試作機は航空機ボストンの乗組員であるリー・ウェード中尉とヘンリー・オグデンによりピクトウで対面し、合わせて3機がワシントンD.C.に向けて飛行した。
首都で歓迎を受けた後、3機のDWCはアメリカ西海岸に向けて一緒に飛行し、サンタモニカに立ち寄った後、1924年9月28日にシアトルに到着した。
実に175日と4万4342キロの飛行距離であった。ダグラス・エアクラフトは初の世界一周を標語として採用した。アメリカチームは数機の航空機を使用し、世界一周が成功する可能性を高めた。燃料・予備の部品・機体のパーツを事前に用意することで成功の可能性をさらに高めた。事前に決められている中間地点では、世界を飛行する航空機のエンジンは5回、機体の翼は2回の取り付けが行われた。

## 旅程
航空機による初の世界一周は1924年4月にアメリカを起点に飛行し、9月に起点に戻り、東から西へ大きく飛行した。北西太平洋の諸島を横切りながら北西に飛び、ヨーロッパ・大西洋を横断して日本と南アジアに続いている。
| - アメリカ合衆国ワシントン州シアトル 1924年4月6日 - カナダ ブリティッシュコロンビア州プリンスルパート - アメリカ合衆国アラスカ準州: シトカ、スワード、チグニク、ポートモラー - アリューシャン列島: ケープ・イグバック、カナタク、ダッチハーバー、アトカ（ナザン湾）、アッツ - ソビエト連邦ロシア社会主義連邦ソビエト共和国ニコルスコエ - 千島列島: 幌筵島 - 大日本帝国 6ヶ所に着陸 - 中華民国 上海、南部の沿岸 - フランス領インドシナ トンキン湾、トゥレーヌ、フエ、サイゴン - タイ バンコク - イギリス領インド帝国 ラングーン、アキャブ、チッタゴン、カルカッタ、カラチ - ペルシア チャフバール、バンダレ・アッバース - イラク バグダード | - シリア アレッポ - トルコ コンスタンティノープル - ルーマニア王国 ブカレスト - ハンガリー王国 ブダペスト - オーストリア ウィーン - フランス共和国 パリ、ストラスブール - イギリス ロンドン、ブラフ、オークニー諸島カークウォール（スカパ・フロー） - アイスランド レイキャヴィーク - グリーンランド タシーラク、フレドリクスダル、イギフトット - カナダ ニューファンドランド・ラブラドール州ラブラドール地方、アイシー・ティックル、ノバスコシア州ピクトゥー港 - アメリカ合衆国メイン州カスコ湾、マサチューセッツ州ボストン、ニューヨーク州ミッチェル空港、ワシントンD.C.ボウリング空軍基地ほか9州14都市を経てワシントン州シアトル 1924年9月28日 |

## 遺物
スミソニアン博物館の要請により、陸軍省は航空機シカゴの所有権を博物館に譲渡・展示した。1925年9月25日、デイトンからワシントンへの飛行が最後の飛行となった。飛行を終えた直後、スミソニアン協会の芸術産業館に展示されている。
1974年、航空機シカゴはウォルター・ローデリック指導のもと復元され、国立航空宇宙博物館に移動、同館のバーロン・ヒルトン・パイオニアのフライト展示ギャラリーに展示されている。
1957年、航空機ニューオーリンズはデイトンの国立アメリカ空軍博物館に展示された。2005年までの間、航空機はロサンゼルス郡自然史博物館に貸与されており、返却されている。
2012年2月から航空機ニューオーリンズはカリフォルニア州サンタモニカのフライング美術館の展示品の1つとなっている。
航空機シアトルの残骸は回収され、現在はアラスカ航空遺産美術館に展示されている。
航空機ボストンは北大西洋で沈没しており、試作機ボストンIIは機体のパーツがイリノイ州ポプラー・グローブにあるヴィンテージ・飛行翼・車輪博物館に展示されている。
1924年度のマッケートロフィーはロウェル・スミス、レスリー・アーノルド、リー・ウェード、エリック・ネルソン、ヘンリー・オグデンに与えられた。マーティン大尉はその後、真珠湾攻撃の後にハワイ陸軍航空隊の指揮を執っている。整備士のアルヴァ・ハービーは第二次世界大戦中に重爆弾団体を指揮する権限が与えられた。ネルソン中尉は大尉に昇進し、ヘンリー・アーノルドが開発・運用に携わっているB-29の修理係を務めている。

## 赤道横断隊
世界初の2回の赤道横断はサザン・クロス、フォッカー F.VII、フォード トライモータ、単葉機により行われた。

### 赤道横断隊の航空機・乗組員
- サザン・クロス - チャールズ・キングスフォード・スミス(先導者,パイロット) チャールズ・ウルム(救援パイロット) ジェームズ・ワーナー(通信士) ハリー・リヨン(航空士,エンジニア)[29]

## 赤道横断飛行
チャールズ・キングスフォード・スミスの1928年6月9日の太平洋横断飛行後、チャールズ・キングスフォード・スミスとチャールズ・ウルムはオークランドからブリスベンまでの飛行のほか、オーストラリア及びニュージーランドの長距離飛行に数ヶ月の期間を費やしたあと、世界一周の最初の旅程として太平洋横断を飛行した時と同じルートを用いることを決めた。1929年6月、サザン・クロスで大西洋・北米をオークランドにかけて飛行した。
チャールズ・キングスフォード・スミスは死去する前の1935年にサザン・クロスを博物館に展示されるようにとオーストラリアに寄付した。
現在、サザン・クロスはクイーンズランドにあるブリスベン空港の国際線ターミナル付近にある特殊なガラスが施された格納庫に記念として残されている。